# L'Homme qui grimpait
L'Homme qui grimpait (The Adventure of the Creeping Man en version originale) est l'une des cinquante-six nouvelles d'Arthur Conan Doyle mettant en scène le détective Sherlock Holmes. Elle est parue pour la première fois dans la revue britannique Strand Magazine en mars 1923, avant d'être regroupée avec d'autres nouvelles dans le recueil Les Archives de Sherlock Holmes (The Case-Book of Sherlock Holmes).

## Résumé

### Mystère initial
Trevor Bennett, secrétaire personnel d'un professeur nommé Presbury, se rend chez Holmes pour lui exposer un problème étrange. Bennett est fiancé à la fille du professeur, Edith, tandis que le professeur lui-même est fiancé à une jeune femme, Alice Morphy, malgré son âge avancé de 61 ans. Leur prochain mariage n'a pas causé de scandale, mais des difficultés ont surgi peu de temps après les fiançailles. Tout d'abord, le professeur a brusquement quitté la maison sans prévenir personne de sa destination, avant que sa famille ne découvre plus tard qu'il était allé à Prague. À son retour, Presbury a imposé à Bennett une interdiction d'ouvrir certaines lettres timbrées. Le professeur avait également ramené de Prague une boîte en bois sculpté et s'est mis en colère contre Bennett pour l'avoir touchée.
Les proches du professeur Presbury ont remarqué des modifications significatives dans sa personnalité, il est devenu secret et sournois, avec des variations dans ses émotions et ses habitudes, certaines d'entre elles étant très étranges, mais n'affectant pas ses fonctions. Bennett rapporte des événements particulièrement bizarres : il a vu le professeur ramper le long du couloir sur ses mains et ses pieds, Edith a vu son père à deux heures du matin à la fenêtre de sa chambre située au deuxième étage.
Holmes et Watson se rendent dans la ville de Camford pour voir le professeur. Ils prétendent avoir un rendez-vous, mais le professeur découvre la ruse et se met furieusement en colère contre cette intrusion. En quittant les lieux, Holmes confie à Watson que cette visite lui a permis de constater que l'esprit du professeur est sain et fonctionnel, malgré son comportement étrange. Bennett annonce à Holmes qu'il a trouvé le destinataire des lettres mystérieuses : homme nommé Dorak, un nom d'Europe centrale qui correspond au voyage secret du professeur à Prague. Holmes apprend plus tard de Mercer, son "homme de service", que Dorak est un Bohémien âgé, qui tient un grand magasin général à Londres. Holmes examine la fenêtre de la chambre d'Edith et constate que le seul moyen d'y grimper est d'utiliser une liane, ce qui est inhabituel pour un homme de 61 ans.

### Résolution
Holmes élabore une théorie selon laquelle, tous les neuf jours, le professeur Presbury prend une drogue qui provoque ce comportement étrange. Il est devenu dépendant durant son séjour à Prague et s'approvisionne auprès de Dorak. En analysant les articulations épaisses et cornées du professeur et en les associant avec les attaques du chien et l'utilisation de la liane, Holmes infère que le professeur se comporte comme un singe.
Peu de temps après avoir pris conscience de cette situation étrange, Holmes et Watson assistent directement au comportement étrange du professeur Presbury. Il sort de la maison en rampant sur ses mains et ses genoux, grimpe sur la liane. Malheureusement, son lévrier irlandais s'échappe et attaque le professeur. Tous deux, avec l'aide de M. Bennett, réussissent à éloigner le chien du professeur.
Holmes examine ensuite la petite boîte en bois du professeur. Elle contenait un médicament, comme Holmes s'y attendait, mais aussi une lettre d'un certain Lowenstein, un charlatan. Le professeur avait fait appel aux traitements de rajeunissement de Lowenstein, en vue de son mariage prochain avec Alice. Il explique finalement que les effets secondaires du médicament sont dus à sa composition basée sur un sérum de singe.

## Adaptations

### Télévision
La nouvelle est adaptée en 1992 par Zdeněk Zelenka à la télévision tchécoslovaque sous le titre Šplhající Profesor. Sherlock Holmes est joué par Viktor Preiss et Watson par Josef Somr. Le téléfilm dure 51 minutes.
Elle a également été adaptée en 1992 dans la série britannique Les Archives de Sherlock Holmes avec Jeremy Brett dans le rôle-titre. Il s'agit du 32ème épisode de la série et le 6ème de la troisième saison, et il s'intitule en français Le mystère de l'anthropoïde (The Creeping Man en anglais).

### Livre audio
La nouvelle a été adaptée en France en 2011 par La Compagnie du Savoir sous forme de livre audio. Le récit, d'une durée de 52 minutes, est narré par Cyril Deguillen